# Nadji Jeter
Nadji Anthony Jeter (Atlanta, Georgia, 18 oktober 1996) is een Amerikaanse acteur, stemacteur en danser.

## Biografie
Nadji Anthony Jeter werd geboren in Atlanta, Georgia, op 18 oktober 1996. Al op jonge leeftijd merkten zijn ouders dat hij talent had voor dansen, acteren en komedie. Hij stond bekend als "Lil Harry the Hawk", een dansende mascotte voor de Atlanta Hawks in de NBA. Hij verhuisde in 2007 naar Los Angeles om zijn carrière daar voort te zetten.
Naast zijn meest populaire rollen zoals de stem van Sam in de action-adventure game The Last of Us, Miles Morales in de animatieserie Spider-Man (2017) en de videogames Spider-Man (2018), Marvel Ultimate Alliance 3: The Black Order (2019) en Spider-Man: Miles Morales (2020), heeft Jeter ook live-action credits, zoals gastrollen in afleveringen van de medische dramaserie Grey's Anatomy (2007) en de sitcom Everybody Hates Chris (2008). Hij verscheen in de komische films Grown Ups (2010) en Grown Ups 2 (2013), evenals in de sitcom Reed Between the Lines (2011-2015). Jeter speelde ook in verschillende nationale commercials en was in 2011 het gezicht van Coca-Cola.
Jeter is een ''Star Power Ambassador'' voor de Starlight Children's Foundation. Hij is sinds zijn zesde betrokken bij Usher's New Look Foundation, en ontving de Global Youth Leadership Award 2013 voor zijn werk met de stichting.

## Filmografie

### Computerspellen
| Jaar | Titel                                       | Rol                      |
| ---- | ------------------------------------------- | ------------------------ |
| 2013 | The Last of Us                              | Sam                      |
| 2018 | Spider-Man                                  | Miles Morales            |
| 2018 | Spider-Man: The City That Never Sleeps      | Miles Morales            |
| 2019 | Marvel Ultimate Alliance 3: The Black Order | Spider-Man/Miles Morales |
| 2020 | Spider-Man: Miles Morales                   | Spider-Man/Miles Morales |
| 2023 | Spider-Man 2                                | Spider-Man/Miles Morales |

### Films
Inclusief korte films
| Jaar | Titel                  | Rol            |
| ---- | ---------------------- | -------------- |
| 2006 | Dirty Laundry          | Little Boy     |
| 2006 | Beats Style and Flavor | Performer      |
| 2008 | Lower Learning         | Sling Shot Kid |
| 2009 | Opposite Day           | Jasper         |
| 2010 | Grown Ups              | Andre McKenzie |
| 2013 | Grown Ups 2            | Andre McKenzie |
| 2014 | Work That              | Party goer 6   |
| 2016 | The 5th Wave           | Poundcake      |
| 2016 | Dance Camp             | Hunter         |
| 2017 | Disconnected           | Kyle           |
| 2017 | Bobbi Kristina         | Nick Gordon    |
| 2017 | Flock of Four          | Clifford Moore |
| 2017 | Wonder                 | Justin         |
| 2019 | Miss Virginia          | Bonz           |
| 2021 | The Runner             | Blake          |

### Series
| Jaar    | Titel                  | Rol                           |
| ------- | ---------------------- | ----------------------------- |
| 2007    | Grey's Anatomy         | Bobby                         |
| 2008    | Everybody Hates Chris  | Guy, Jason                    |
| 2009    | The Forgotten          | Football Kid #2               |
| 2011-15 | Reed Between the Lines | Keenan Reynolds               |
| 2013    | Castle                 | Joey Malone                   |
| 2014    | Kirby Buckets          | Evan Hansen                   |
| 2015    | Jessie                 | Terry                         |
| 2015    | Last Man Standing      | Brandon                       |
| 2017-20 | Spider-Man             | Miles Morales, Security Robot |
| 2019    | The Red Line           | Rashaad                       |